# ラブレース (クレーター)
ラブレース (Lovelace) は、月の裏側にある大きなクレーターであり、月の北極点の近くに位置する。1958年にNASA生命科学特別諮問委員会議長に就任したアメリカの航空医学者ウィリアム・ランドルフ・ラブレース2世にちなんで名づけられた。ラブレースの北にはエルミートが、ラブレースの南にはフレーリッヒが位置している。ラブレースの東にはシルベスターが位置している。
ラブレースの周壁は円に近い形状をしており、周壁に大きな侵食はない。周壁の内側がわずかに侵食されている程度であり、目立ったクレーター痕は見られない。ラブレースの特徴として、北側の周壁の幅がそれ以外の箇所に比べて狭い点が挙げられる。クレーター底は平坦で、中心点から南にずれた地点に中心丘が存在している。

## 付随クレーター
ラブレースのごく近くにある小さな無名のクレーターについては、アルファベットを付加することによって識別される。
| 名称         | 月面緯度     | 月面経度     | 直径  |
| ------------ | ------------ | ------------ | ----- |
| ラブレース-E | 北緯 82.1 度 | 西経 93.3 度 | 23 km |